# مصرف زين العراق الإسلامي للاستثمار والتمويل
مصرف زين العراق الإسلامي للاستثمار والتمويل مصرف عراقي أهلي أُسس عام 2016، يبلغ رأس المال للمصرف 250 مليار دينار.